# Томпадли
Томпадли (пол. Tąpadły, нім. Dummadel) — село в Польщі, у гміні Бройці Ґрифицького повіту Західнопоморського воєводства.
Населення — 154 особи (2011).
У 1975-1998 роках село належало до Щецинського воєводства.

## Демографія
Демографічна структура станом на 31 березня 2011 року:
|          | Загалом | Допрацездатний вік | Працездатний вік | Постпрацездатний вік |
| -------- | ------- | ------------------ | ---------------- | -------------------- |
| Чоловіки | 83      | 23                 | 54               | 6                    |
| Жінки    | 71      | 15                 | 37               | 19                   |
| Разом    | 154     | 38                 | 91               | 25                   |